# رود اکا
رود اکا (به لاتین: Aka River) یک رود در ژاپن است که در استان یاماگاتا واقع شده است.